# Davide Villella
Davide Villella (n. Magenta, 27 de junho de 1991) é um ciclista profissional italiano que actualmente corre para a equipa ProTeam Astana.
Em 2014 ganhou a classificação da montanha da Volta ao País Basco.

## Palmarés
2013 (como amador)
- Giro della Vale d'Aosta, mais 2 etapas
- Piccolo Giro de Lombardia

2016
- Japan Cup

2017
- Classificação da montanha da Volta a Espanha

## Resultados nas grandes voltas
| Corrida            | 2013 | 2014 | 2015 | 2016 | 2017 | 2018 |
| ------------------ | ---- | ---- | ---- | ---- | ---- | ---- |
| Giro de Itália     | -    | Ab.  | 78º  | -    | 72º  | -    |
| Tour de França     | -    | -    | -    | -    | -    | -    |
| Volta a Espanha    | -    | -    | 94º  | 56º  | 97º  | -    |
| Mundial em Estrada | -    | -    | -    | -    | -    | -    |

-: não participa
Ab.: abandono

## Equipas
- Cannondale (2013-2014)[2]
  - Cannondale Pro Cycling (2013)
  - Cannondale (2014)
- Cannondale (2015-2017)
  - Team Cannondale-Garmin (2015)
  - Cannondale Pro Cycling Team (2016-2017)
- Astana Pro Team (2018-)